# E.DIS

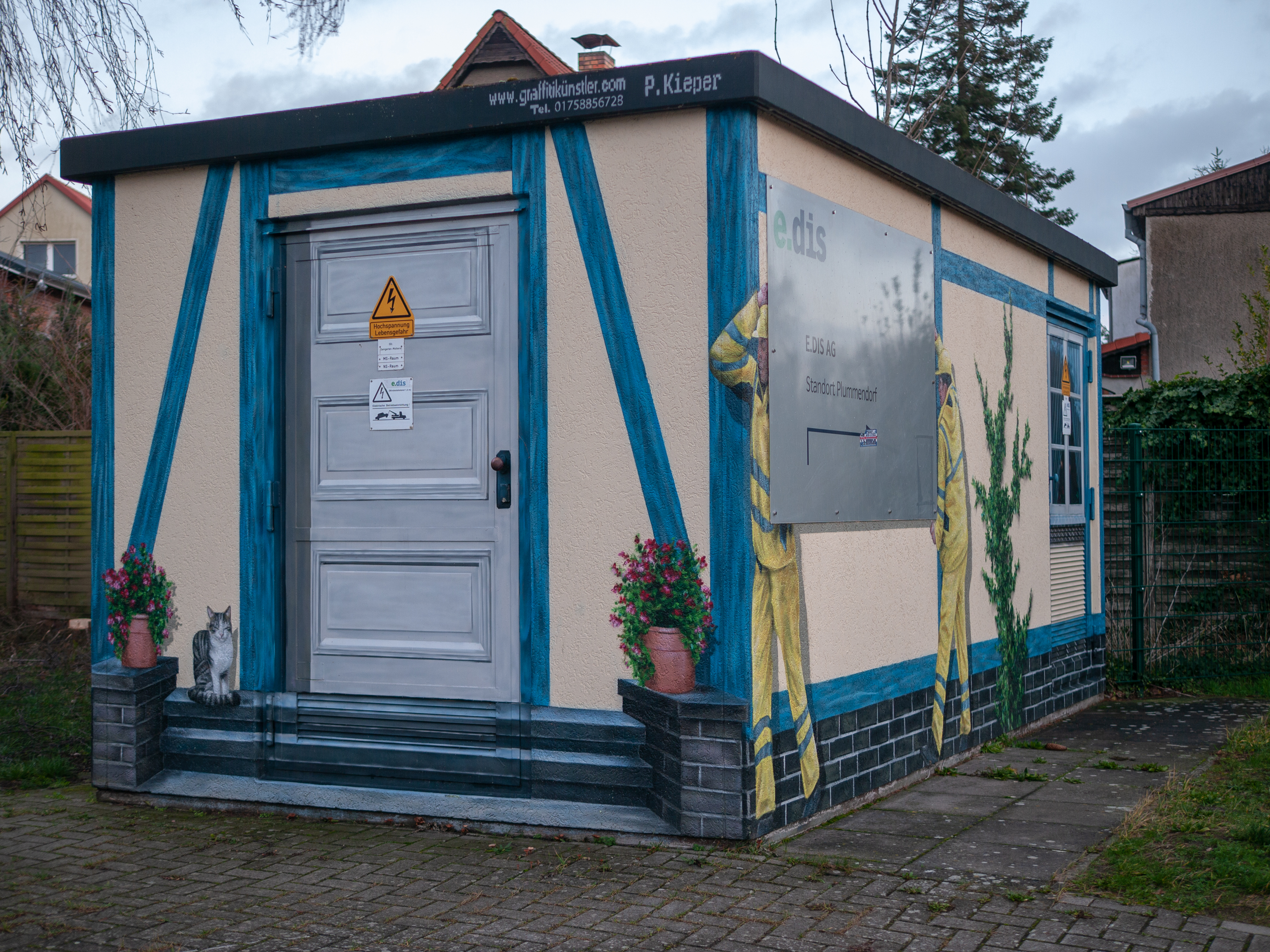
Trafohäuschen der E.DIS Netze in Ribnitz-Damgarten.

Die E.DIS AG ist ein öffentliches Versorgungsunternehmen mit Sitz im brandenburgischen Fürstenwalde/Spree. Kerngeschäft ist der Betrieb regionaler und kommunaler Strom- und Gasnetze in einem rund 36.000 Quadratkilometer großen Gebiet von der Ostseeküste bis zum Spreewald. Sie ist die größte Aktiengesellschaft des Landes Brandenburg.
Mit 65,5 % besitzt die E.ON Beteiligungen GmbH die Aktienmehrheit an der E.DIS AG. Weitere 33,0 % sind im Besitz kommunaler Träger. Die schwedische E.ON Sverige Aktiebolag besitzt 1,5 %.

## Geschichte
Die E.DIS AG wurde im Jahre 1999 durch Zusammenschluss der Vorgängerunternehmen EMO Neubrandenburg, HEVAG Rostock, MEVAG Potsdam und OSE Fürstenwalde als regionaler Energieversorger gegründet. Das Unternehmen firmierte zunächst unter dem Namen e.dis Energie Nord AG. Im Jahr 2002 erfolgte die Änderung des Namens in E.DIS Aktiengesellschaft, ehe im Jahre 2005 zur E.ON edis AG umfirmiert wurde. Anforderungen des Gesetzgebers und der Bundesnetzagentur, nach denen Netzbetrieb und Energievertrieb deutlich voneinander getrennt werden müssen, waren Anlass für die Umfirmierung zum 1. Juli 2013 in E.DIS AG. In diesem Kontext erfolgte zum 3. Juli 2017 auch die Ausgründung der E.DIS Netz GmbH. Die E.DIS AG fungiert seitdem als Holding für die E.DIS Netz GmbH als auch für weitere Tochterunternehmen.
Die E.DIS-Gruppe ist weiterhin für das Strom- und Gasnetz sowie für weitere Geschäftsfelder verantwortlich, nicht jedoch für den Vertrieb von Strom und Gas.

## Unternehmensstruktur
Neben dem Unternehmenssitz sind wesentliche zentrale Funktionen in Potsdam und Demmin angesiedelt. Darüber hinaus existieren drei Regionalbereiche mit 30 Standorten zur direkten Betreuung der Netzkunden vor Ort.

### Beteiligungen
Die Gesellschaft ist an folgenden Unternehmen beteiligt:
- e.dis Netz GmbH, Fürstenwalde/Spree (100 %)
- e.discom Telekommunikation GmbH, Eberswalde (100 %)
- e.distherm Wärmedienstleistungen GmbH, Potsdam (100 %)
- e.disnatur Erneuerbare Energien GmbH, Potsdam (100 %)
- E.ON edis Contracting GmbH, Fürstenwalde/Spree (100 %)
- E.DIS energia Sp. z o.o., Warschau (100 %)
- Netz- und Wartungsservice (NWS) GmbH, Schwerin (100 %)
- BMV Energie Beteiligungs GmbH, Fürstenwalde/Spree (100 %)
- e.dialog Netz GmbH, Potsdam (100 %)
- Wärmeversorgungsgesellschaft Königs Wusterhausen mbH, Königs Wusterhausen (50,10 %)
- Netzgesellschaft Hennigsdorf Strom mbH (50 %)
- Havelstrom Zehdenick GmbH, Zehdenick (49 %)
- Kommunale Energieversorgung GmbH Eisenhüttenstadt, Eisenhüttenstadt (49 %)
- Stadtwerke Barth GmbH, Barth (49 %)
- Stadtwerke Pritzwalk GmbH, Pritzwalk (49 %)
- Stadtwerke Wismar GmbH, Hansestadt Wismar (49 %)
- Stromversorgung Angermünde GmbH, Angermünde (49 %)
- SWS Energie GmbH, Hansestadt Stralsund (49 %)
- Netzgesellschaft Hohen Neuendorf Strom GmbH&Co.KG (49 %)
- Netzgesellschaft Schwerin mbH (NGS), Schwerin (40 %)
- Stadtwerke Frankfurt (Oder) GmbH, Frankfurt (Oder) (39 %)
- Stadtwerke Ribnitz-Damgarten GmbH, Ribnitz-Damgarten (39 %)
- Stadtwerke Schwedt GmbH, Schwedt/Oder (37,755 %)
- Stadtwerke Brandenburg an der Havel GmbH, Brandenburg an der Havel (36,75 %)
- Energie und Wasser Potsdam GmbH, Potsdam (35 %)
- Stadtwerke Premnitz GmbH, Premnitz (35 %)
- Städtische Betriebswerke Luckenwalde GmbH, Luckenwalde (29 %)
- Stadtwerke Ludwigsfelde GmbH, Ludwigsfelde (29 %)
- Stadtwerke Torgelow GmbH, Torgelow (9,82 %)

## Produkte
E.DIS betreibt in weiten Teilen Brandenburgs und Mecklenburg-Vorpommerns das Stromnetz. Weiterhin ist E.DIS Gasnetzbetreiber in Teilen Brandenburgs und im Ostteil Mecklenburg-Vorpommerns. Außerdem bietet die E.DIS-Gruppe die Dienstleistungen Straßenbeleuchtung, Datenverarbeitungs-(DV)-Serviceleistungen, Wärmeversorgung und Telekommunikation an.